# Luc Versteylen
Luc Versteylen (né à Borgerhout le 11 septembre 1927 et mort à Wommelgem le 10 février 2021) est un père jésuite belge et cofondateur du mouvement vert en Belgique, Agalev.

## Biographie
Dans sa jeunesse, Luc Versteylen était membre du Verdinaso et il admirait son chef Joris Van Severen. 
Versteylen est ordonné prêtre au sein de la Compagnie de Jésus en 1959. 
Il est un des fondateurs du mouvement Agalev, le précurseur des partis politiques Agalev et Groen!, mais n'aurait jamais été membre de ces partis.
Le 7 janvier 2011, le père est accusé d'abus sexuels dans les années 1980 sur des jeunes dans le centre de réflexion "Leven in de Brouwerij" à Viersel, dont il était le fondateur. À la suite de ces accusations par plus de trente personnes , l'association a demandé qu'il démissionne,. Les plaintes ont été classées sans suite, pour cause de prescription. Versteylen a nié toute conduite blâmable.